# Morti nel 956
| Questa pagina contiene informazioni ricavate automaticamente dalle voci biografiche con l'ausilio del template Bio e di un bot. L'aggiornamento è periodico e automatico e ricostruisce completamente la pagina. Se manca una persona in questa lista, sei pregato di non aggiungerla, ma accertati piuttosto che la sua voce biografica contenga il template Bio e che i dati anagrafici siano correttamente compilati. Se il template Bio manca, inseriscilo tu stesso o, in alternativa, metti l'avviso {{tmp\|Bio}} che ne segnala la mancanza. Se i dati riportati sono sbagliati, correggi direttamente la voce biografica; le modifiche saranno visibili in questa lista entro pochi giorni. Per chiarimenti vedi il progetto biografie. La lista contiene solo le 10 persone che sono citate nell'enciclopedia e per le quali è stato implementato correttamente il template Bio. Pagina aggiornata al 13 gen 2025. |

- 27 febbraio - Teofilatto Lecapeno, arcivescovo ortodosso bizantino (n. 917)
- 19 maggio - Ruotberto di Treviri, arcivescovo tedesco
- 16 giugno - Ugo il Grande, duca
- 23 giugno - Urraca Sánchez di Navarra, regina spagnola
- 1º luglio - Fulberto di Cambrai, vescovo cattolico franco
- Adelmano di Milano, arcivescovo cattolico
- Gilberto di Borgogna, conte
- Ordoño III di León, re
- Andrea Salos, religioso bizantino
- Teofilo II di Alessandria, arcivescovo cristiano orientale egiziano